# Tránsito de la Virgen (El Greco)
El tránsito de la Virgen o La dormición de la Virgen es un icono atribuido al Greco, que se encuentra en la Catedral del Tránsito de la Virgen, en Ermúpoli (Grecia)

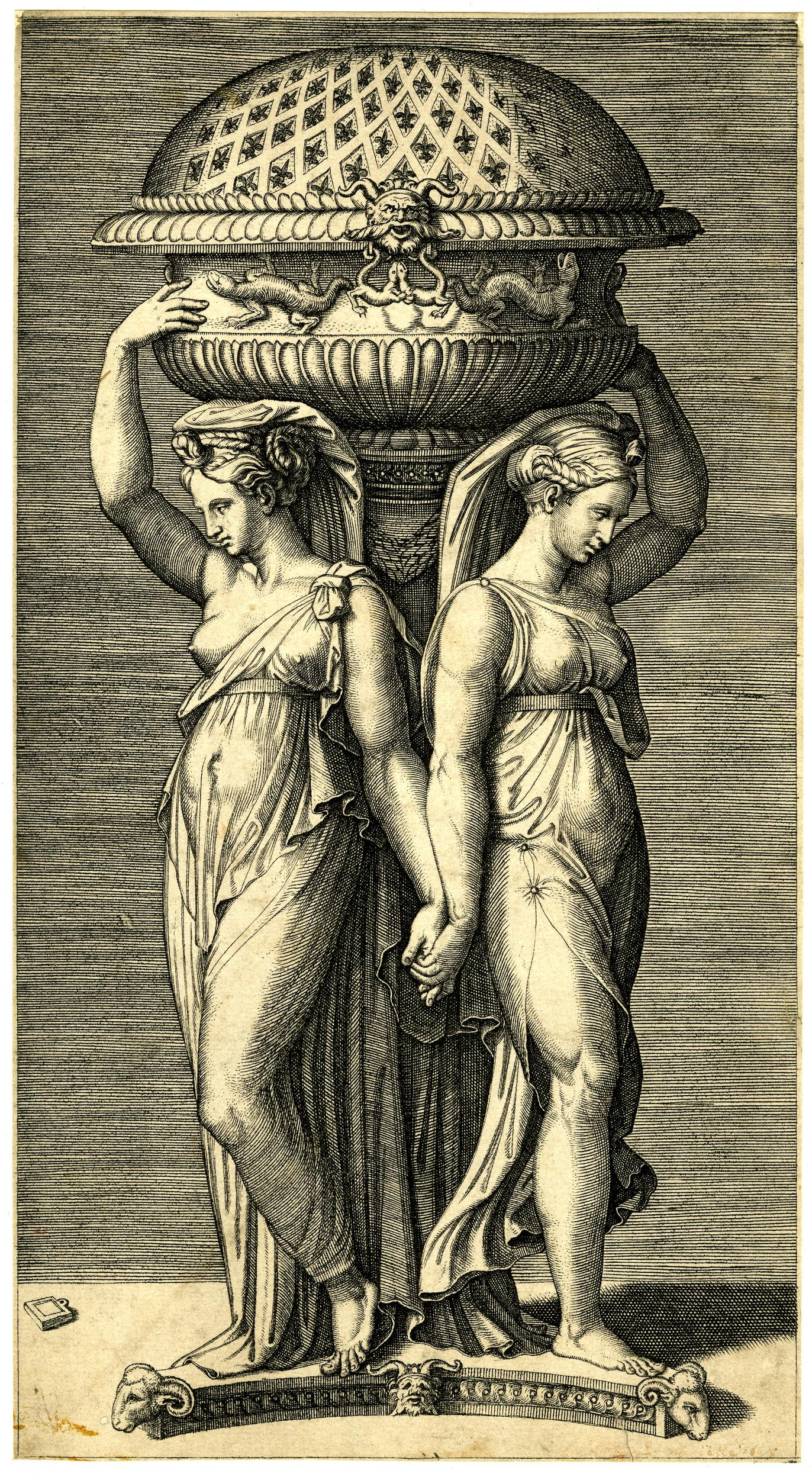
Grabado de Marcantonio Raimondi, probable inspiración para el candelabro de la parte inferior-central en la presente obra del Greco.

## Introducción
En el Tránsito de María —según el cristianismo ortodoxo— se añade a la Asunción de María la creencia de que la Virgen María fue dormida, antes de ser asunta al Cielo. La Dormición de la Virgen —con o sin La Asunción— ha dado lugar a una iconografía frecuente en el arte bizantino y posbizantino. 
La presenta tabla —descubierta en 1983 por George Mastoropoulos— es la obra más antigua documentada del Greco, ya que está firmada por "Doménikos Theotokópoulos". Junto con La Adoración de los Reyes y San Lucas pintando el retrato de la Virgen, es una de las tres conservadas, supuestamente por el Greco en Creta, firmadas por "Domenikos". Harold Wethey, en su catálogo razonado de obras del Greco, atribuye estas firmas a un hipotético "maestro Doménikos", pero la presente tabla se descubrió posteriormente a dicho catálogo.

## Análisis de la obra

#### Datos técnicos y registrales
- Catedral del Tránsito de la Virgen,
- Pintura al temple y pan de oro sobre tabla; 61 x 45 cm;
- Realizado 1565-1567 ca., según Palma Martínez-Burgos; antes de 1567, según Álvarez Lopera;[4]
- Catalogado con el número 2 por Álvarez Lopera;
- Firmado en el pie del candelabro, en primer plano, con letras griegas mayúsculas: [Δ]ΟΜΗΝΙΚΟΣ ΘΕΟΤΟΚΟΠΟΥΛΟΣ Ο ΔΕΙΞAΣ.[5]

#### Descripción de la obra
La composición muestra la dormición y muerte de María, la subida de su alma a los cielos y su glorificación. La obra muestra la dualidad primeriza del pintor, quien por un lado es fiel a la tradición bizantina, mientras que por otro muestra un eclecticismo inspirado en el Renacimiento italiano.
La horizontalidad de la Virgen dormida contrasta con el sentido ascensional de la parte superior. Los apóstoles son testigos de la bajada de Cristo a recoger al alma de María quien, ya coronada, preside la gloria celestial. El Espíritu Santo, en forma de paloma en el centro, actúa como intermediario. El Greco se inspira en modelos ya usados por Andreas Ritzos, mientras que el candelabro en la zona inferior central se basa en un grabado de Marcantonio Raimondi. Los modelos arquitectónicos derivan de Georgios Klontzas, como el edificio de la derecha, que tal vez remite a María (Ezequiel 46:1-2) como "puerta cerrada de Oriente".